# Pedagogika społeczna
Pedagogika społeczna – interdyscyplinarna subdyscyplina pedagogiki, ściśle związana z innymi dyscyplinami naukowymi w obszarze nauk społecznych (socjologia, psychologia, polityka społeczna i in.), w której przedmiotem badań jest teoria, metodologia i praktyka edukacji człowieka we wszystkich okresach życia oraz procesy zmian jego środowiska społecznego. Pedagodzy społeczni koncentrują się na problemach wzajemnej zależności zmieniającego się środowiska (np. postęp społeczny, upowszechnienie technologii informacyjnej, sytuacje kryzysowe) i członków społeczności – dzieci i młodzieży w wieku szkolnym oraz dorosłych uczestników edukacji ustawicznej.

## Niektóre pojęcia
Definicja pedagogiki społecznej jest oparta na znaczeniu podstawowych pojęć:
- pedagogika – nauka o formalnej i nieformalnej edukacji, czyli wychowaniu i kształceniu, obejmującym procesy nauczania i uczenia się w instytucjach systemu szkolnictwa i w codziennych doświadczeniach, np. w rodzinie i w różnych grupach społecznych, współistniejących w systemie politycznym,
- społeczeństwo – zbiorowość społeczna o różnej wielkości, typie i strukturze, od której zależą role społeczne członków zbiorowości o różnej pozycji społecznej – do których odgrywania powinna przygotowywać edukacja.

Tak szeroki zakres zainteresowań pedagogów społecznych wskazuje konieczność utrzymywania ścisłej współpracy z socjologami oraz ze środowiskami zajmującymi się polityką społeczną i pracą socjalną, a zwłaszcza opieką/pomocą socjalną, potrzebę uczestnictwa w tworzeniu szkolnych programów nauczania, gwarantujących przekazywanie uczniom aktualnej wiedzy o społeczeństwie, zasadach życia w rodzinie i w państwie (z uwzględnieniem problemów świadomości narodowej, w tym możliwości pozytywnego wyrażania poczucia tożsamości narodowej) itp. Racjonalna pomoc wykluczonym osobom lub grupom społecznym nie sprowadza się do finansowego wsparcia ubogich (zob. jałmużna). Pomoc społeczna, która nie ogranicza się do działań doraźnych, wymaga, aby zostały zidentyfikowane przyczyny wykluczenia, a następnie wdrożone programy, zmierzające do ich likwidacji (zob. nierówności społeczne, redystrybucja dochodu, trudności zdefiniowania sprawiedliwości społecznej, wyuczona bezradność, podklasa społeczna, socjalizacja i resocjalizacja i inne). Na tym etapie konieczne jest współdziałanie pedagogów z politykami, ekonomistami, socjologami, psychologami (psychologia społeczna, psychologia wychowawcza), psychiatrami.

## Elementy historii pedagogiki społecznej

### Prekursorzy
Tomasz z Akwinu (ok. 1225–1274), wyjaśniając konieczność istnienia hierarchii w ludzkich grupach społecznych pisał (traktat o człowieku)

Dwojakie jest podleganie: jedno niewolnicze; według niego przełożony posługuje się poddanym dla swojego pożytku: i takie podleganie nastało po grzechu. Jest jeszcze inne podleganie: domowe i obywatelskie; według niego przełożony posługuje się podległymi dla ich pożytku i dobra: i to podleganie istniałoby także przed grzechem. Bowiem w mnogości ludzi brak by było dobra porządku, gdyby jedni nie byli rządzeni przez innych mądrzejszych.

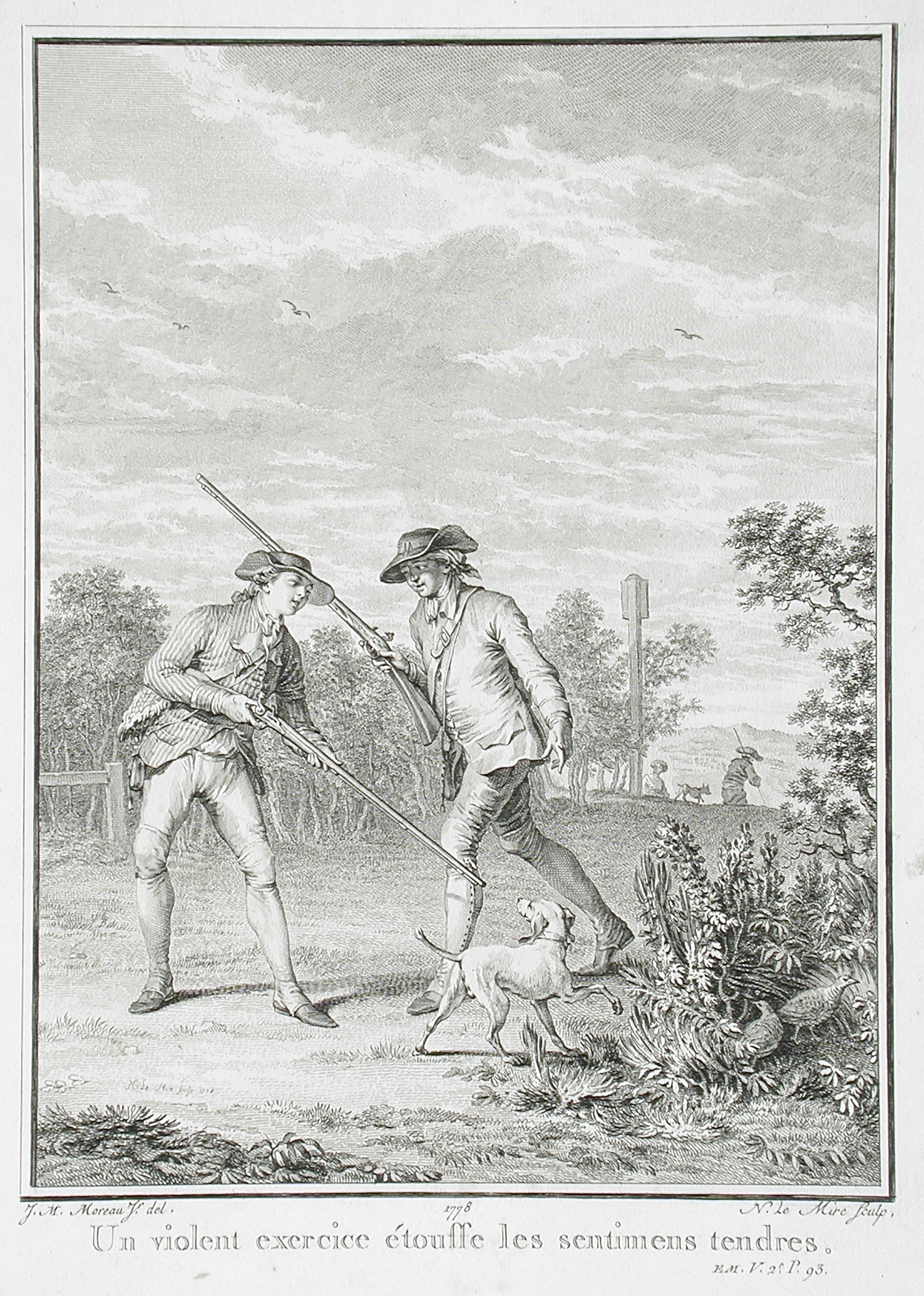

Analizował też role kobiety i mężczyzny w rodzinie i rodzaj łączących ich więzi:

„…w gatunku ludzkim mężczyzna i kobieta łączą się razem nie tylko z powodu konieczności rodzenia – jak to jest u innych zwierząt, lecz także ze względu na życie domowe, w którym inne zadania spadają na mężczyznę, a inne na kobietę … między mężczyzną i kobietą winna istnieć więź wspólnotowa. Bowiem ani kobieta nie powinna „przewodzić nad mężem”: i dlatego nie jest uczyniona z głowy, ani też mężczyzna nie powinien jej lekceważyć jakby jakąś podległą niewolnicę: i dlatego nie jest uczyniona ze stóp.”

Istniejącą w domowej społeczności hierarchię Tomasz z Akwinu uważał więc za naturalną konsekwencję dzieła stworzenia świata.

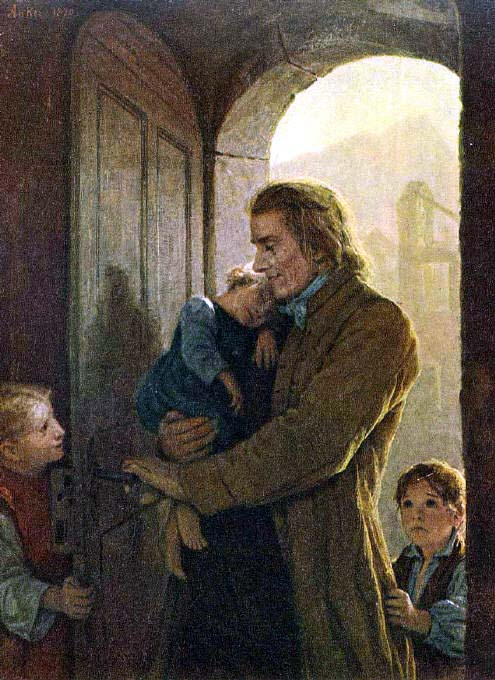
– Wychowanie, jeśli nie jest wzorem i miłością, nie jest wychowaniem.

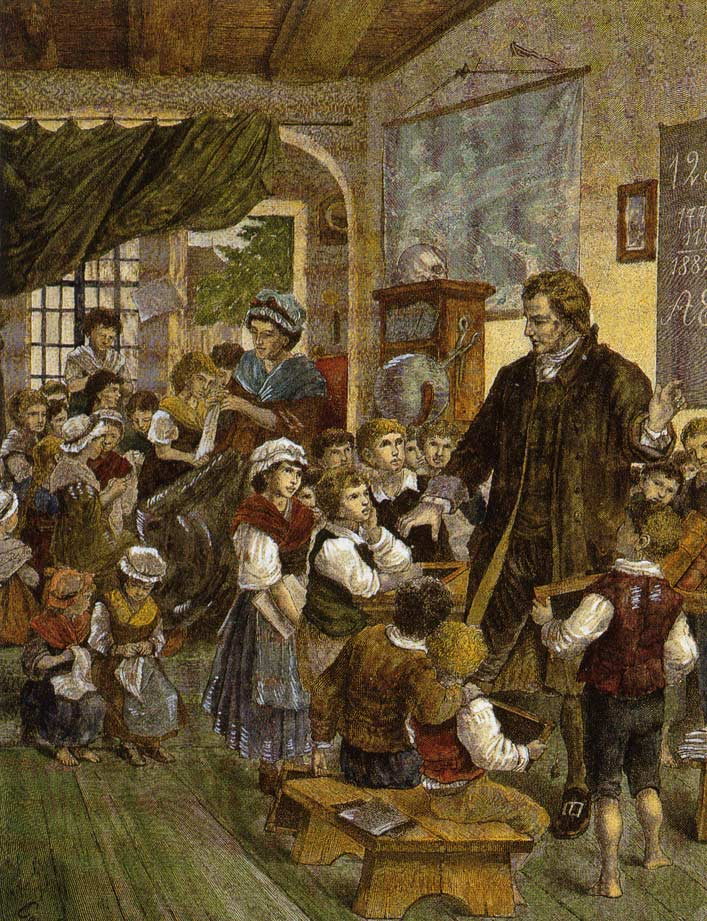
Pestalozzi z żoną w szkole

W XVIII i XIX w. coraz częściej akcentowano znaczenie wychowania dziecka – stopniowego przygotowywania do odegrania odpowiedniej dla niego roli w rodzinie i w większych grupach społecznych. Do prekursorów pedagogiki społecznej są zaliczani: Jean-Jacques Rousseau, Johann Heinrich Pestalozzi, Adolf Diesterweg, Paul Natorp i inni.
Rousseau (1712–1778) (pisarz, filozof i pedagog), wyniki swoich przemyśleń o nierówności społecznej opisał m.in. w pracach Discours sur l’origine et les fondements de l’inégalité parmi les hommes (Rozprawa o nierówności, 1754) i Du Contract Social: ou Principes du Droit Politique (Umowa społeczna, kwiecień 1762). Niemal równocześnie z Du Contract Social opublikował traktat pt. Emil, czyli o wychowaniu (oryg. fr. Émile, ou De l’éducation, maj 1762). W przedmowie do traktatu napisał m.in.:

Sztuka kształtowania ludzi znajduje się dotychczas w zapomnieniu. Przedmiot, którym się zajmuję, był zupełnie nowy po ukazaniu się książki Locke’a, i mocno się obawiam, że pozostanie taki również po wyjściu mojej pracy.
Nie znamy zupełnie dzieciństwa: wobec błędnych na nie poglądów im dalej się zapuszczamy, tym bardziej błądzimy. Najmądrzejsi przykładają się do tego, co człowiek powinien wiedzieć, nie zwracając uwagi na to, czego dziecko może się nauczyć. Szukają zawsze w dziecku człowieka nie myśląc o tym, czym jest ono zanim jeszcze stanie się człowiekiem.

Pełnione w rodzinie role kobiet i mężczyzn zostały w traktacie przedstawione w sposób budzący wiele kontrowersji. Rousseau poświęcił cztery rozdziały wychowaniu mężczyzn (Emil), a tylko jeden – wychowaniu kobiet (Zofia).
Twierdził, że dziewczynki powinny być przygotowywane do spełniania obowiązków określonych przez płeć – do bycia żonami i matkami, do podległości wobec mężów. Po publikacji pojawiły się zdecydowane protesty pierwszych feministek (zob. Mary Wollstonecraft, 1759–1797, Wołanie o prawa kobiety, ang. A Vindication of the Rights of Woman: with Strictures on Political and Moral Subjects).
Podobne przekonania przez wiele dziesięcioleci decydowały o tradycyjnym zróżnicowaniu metod wychowania oraz zakresu nauczania dziewcząt i chłopców, mimo istotnych zmian struktury społecznej – np. przejścia od społeczeństwa tradycyjnego (tj. społeczeństwo pierwotne lub rolnicze, w których podstawowym podmiotem gospodarczym jest gospodarstwo domowe) do przemysłowego i poprzemysłowego. Te tradycyjne przekonania nadal wpływają na proces edukacji.
Johann Heinrich Pestalozzi (1746–1827), szwajcarski pedagog, związany z rewolucyjną ideologią francuskiego oświecenia i helweckim Związkiem Patriotów, propagował antyfeudalną ideologię Jana Jakuba Rousseau, narażając się na więzienie. Po wyjściu na wolność zorganizował zakład rolniczo-wychowawczy dla ubogich i bezdomnych dzieci – pierwowzór „szkoły ludowej”. Rozwinął „nauczanie wychowujące” i opracował nowatorską metodykę poglądowego nauczania początkowego („nauka o rzeczach”).
Adolf Diesterweg (1790–1866), nauczyciel wykształcony w Hohe Schule Herborn i Eberhard Karls Universität Tübingen, zastosował metody Pestalozziego w praktyce, gdy w 1829 roku został dyrektorem nowej szkoły w Moers. Od 1832 roku kierował również nowym państwowym seminarium w Berlinie, a w 1846 roku założył „Instytucję Pestalozziego” w Pankow oraz „Towarzystwo Pestalozziego”, wspierające wdowy i sieroty po nauczycielach. Opublikował podręczniki szkolne i poradniki dla niemieckich nauczycieli. Prawdopodobnie w jego przewodniku (Wegweiser zur Bildung für deutsche Lehrer, 1834) po raz pierwszy zostało użyte pojęcie „Sozialpädagogik” (pedagogika społeczna).
Kontynuatorami idei Pestalozziego byli również: Paul Natorp (1854–1924) – autor książki pt. Sozialpädagogik (Stuttgart 1899), Pestalozzi. Sein Leben und seine Ideen, Friedrich Fröbel i inni.

### Początki pedagogiki społecznej w Polsce
Pedagog społeczny Ryszard Wroczyński (1909–1987), autor m.in. książki Pedagogika pozytywizmu warszawskiego, z narodzinami tej dyscypliny w Polsce wiąże nazwiska: Helena Radlińska, Jan W. Dawid, Piotr Chmielowski, Aleksander Głowacki, Henryk Wernic, Aleksander Świętochowski, Aniela Szycówna i inni. Za pionierkę dyscypliny jest powszechnie uważana H. Radlińska (zob. wpływ Heleny Radlińskiej na pedagogikę społeczną), która działała w tej dziedzinie w różnych historycznych okresach historii Polski – w czasie rozbiorów, w zmiennej sytuacji, panującej w latach 1918–1939 (organizacja systemu oświaty w II Rzeczypospolitej), podczas II wojny światowej i w rzeczywistości powojennej. Jako pedagog i społecznik nieustannie i z wielkim zaangażowaniem dążyła do realizacji wybranego celu, o którym w 1919 roku pisała (O nowe życie w: Wyzwolenie, nr 8/1919):

Chcemy, by wychowanie młodzieży wydobywało z dzieci całego narodu zdolności i kształciło jak najpełniej człowieka, który sam potrafi postanowić, jaką drogą pójdzie w życie, by najjaśniej rozpalić swoją iskrę bożą. Chcemy, żeby człowiek dorosły, mężczyzna czy kobieta, ubogi czy bogaty mógł w chwilach wolnych od swych zajęć zawodowych, pracować umysłowo i doznawać duchowych radości. Chcemy, żeby każdej pracy codziennej przyświecała myśl jasna, by kierowało nią świadome, gorące uczucie, po to, by znikał wszelki brud i zaduch, nieporadność i lekkomyślność, sobkostwo i małostkowość.

W jej teoriach pedagogicznych znajduje wyraz przekonanie, że wychowawcami są wszyscy ludzie, którzy odpowiadają za funkcjonowanie zespołów ludzkich, instytucji i placówek (działanie szkoły bywa mniejsze niż wpływ rozmaitych środowisk niezinstytucjonalizowanych, organizujących się samorzutnie). Uważała, że proces wychowawczy polega przede wszystkim na budzeniu aktywności jednostek i grup społecznych oraz wspieraniu rozwoju uzdolnień osób z różnych grup wiekowych, znajdujących się w różnych sytuacjach życiowych. Jako twórca pedagogiki społecznej pisała:

– Pedagogika społeczna jest nauką praktyczną, rozwijającą się na skrzyżowaniu nauk o człowieku, biologicznych i społecznych, z etyką i kulturoznawstwem, dzięki własnemu punktowi widzenia. Można go najkrócej określić jako zainteresowanie wzajemnym stosunkiem jednostki i środowiska, wpływem warunków bytu i kręgów kultury na zapewnienie bytu wartościom przez ich przyjęcie i krzewienie oraz przetwarzanie środowisk siłami człowieka w imię ideału.
– [jej przedmiotem jest] …wzajemne oddziaływanie wpływów środowiska i przekształcających środowisko sił jednostek.

Pośrednią odpowiedź na pytanie, jak Helena Radlińska rozumiała pedagogikę społeczną, można odczytać z tytułów jej licznych publikacji, często cytowanych i wznawianych (dostępnych w bibliotekach publicznych). Stanisław Konarski (biograf H. Radlińskiej) wymienia, jako ważniejsze z nich:

- Studium pracy kulturalnej (1925)
- Szkoły pracy społecznej w Polsce (1928)
- Istota i zakres służby społecznej (1928)
- Szkoły pracy społecznej wobec zagadnień oświaty pozaszkolnej (1929)
- Planowanie pracy wychowawczej na tle środowiska (1933/4)
- Punkt widzenia pedagogiki społecznej (1934)
- Stosunek wychowawczy do środowiska społecznego. Szkice z pedagogiki społecznej (1935)
- Społeczne przyczyny powodzeń i niepowodzeń szkolnych (1937)
- Zagadnienia opieki społecznej (1947)
- Pracownik społeczny (1948)

St. Konarski wyróżnił też prace H. Radlińskiej, dotyczące teorii i dziejów oświaty pozaszkolnej, m.in.:

- Początki pracy oświatowej w Polsce (1913) – zarys polskiej oświaty pozaszkolnej od końca XVIII w. do końca lat 60. XIX w.
- Dzieje oświaty pozaszkolnej (1934) – przegląd osiągnięć światowych
- Pracownicy oświatowi, ich wchodzenie do zawodu i specjalizacja (1930)
- Oświata dorosłych. Zagadnienia – dzieje – formy – pracownicy – organizacja (1947)

Aleksander Kamiński (1903–1978), współpracownik H. Radlińskiej (zob. wpływ Heleny Radlińskiej na pedagogikę społeczną), próbując dokładniej określić, jak rozumiała ona pojęcie „pedagogika społeczna” napisał:

… zawsze unikała sformułowania definicji pedagogiki społecznej. (…) miała prawdopodobnie to samo poczucie, które towarzyszyło wszystkim dziesięcioleciom jej pracy: kształtowana przez nią gałąź pedagogiki wydawała się wciąż rozwijającą się, płynna, daleka od stabilizacji, od wyraźnego ograniczenia zasięgu: od ostatecznego zakotwiczenia się w określonym miejscu wielkiego zespołu nauk społecznych.

## Współczesna pozycja pedagogiki społecznej w Polsce
Badania naukowe i praktyczną działalność Heleny Radlińskiej kontynuowali w Polsce jej wychowankowie i współpracownicy. Znane są m.in. zainteresowania i główne prace Ireny Lepalczyk (1916–2003) i Stanisława Kawuli (1939–2014), publikacje Tadeusza Pilcha (ur. 1939) i innych.
Pedagogiką społeczną interesują się również pedagodzy kolejnego pokolenia, m.in. urodzony w 1980 roku Paweł Czarnecki, autor m.in. pracy Pedagogika społeczna. Podstawowe pojęcia i definicje i wielu innych.
Dzięki ponad stuletniemu doświadczeniu zdobywanemu w pracy pedagogicznej oraz analizie wyników badań naukowych pedagogika społeczna została oficjalnie uznaną subdyscypliną pedagogiki i przedmiotem, wykładanym na wyższych studiach pedagogicznych; w strukturach uczelni tworzone są jednostki organizacyjne, specjalizujące się w tym zakresie (np. Zakład Pedagogiki Społecznej w Instytucie Pedagogiki UG, Zakład Pedagogiki Społecznej i Terapii Pedagogicznej w AJD.
W Polskiej Akademii Nauk działa Zespół Pedagogiki Społecznej i Andragogiki, utworzony przez połączenie Zespołu Pedagogiki Społecznej (49 samodzielnych pracowników nauki i 13 doktorów) z Sekcją Oświaty Dorosłych i Andragogiki (19 samodzielnych pracowników nauki oraz 22 doktorów i magistrów). Przewodniczącym Zespołu Pedagogiki Społecznej z Sekcją Andragogiki jest Tadeusz Pilch. Zespół organizuje specjalistyczne zjazdy krajowe i międzynarodowe, redaguje kwartalnik Pedagogika Społeczna (przy wsparciu Wyższej Szkoły Nauk Społecznych „Pedagogium”), współdziała w wydawaniu czasopisma Edukacja Ustawiczna Dorosłych. Misją kwartalnika Pedagogika Społeczna jest wspomaganie:
- rozwoju teorii, metodologii i praktyki pedagogiki społecznej
- powstawania i rozwoju nowych idei i rozwiązań edukacyjnych
- rozwoju współpracy naukowej m.in. dzięki wymianie wyników badań
- integracji środowisk pedagogów społecznych.

Powszechne uznanie pedagogiki społecznej nie oznacza, że pojęcie jest już jednoznaczne. W wydanej w 2010 roku książce pt. Wybrane zagadnienia pedagogiki społecznej. Funkcja środowiskowa i socjalna autor – Wojciech Sroczyński (ur. 1944) – podjął poszukiwania odpowiedzi na pytania: „Czym dzisiaj jest pedagogika społeczna?” „Czy jest już całkowicie samodzielną nauką?”

Wydaje się, że pedagogika społeczna staje się obecnie dziedziną dociekań teoretycznych, studiów opartych o analizę badań innych nauk podstawowych, co mogłoby wskazywać na jej interdyscyplinarny charakter, na status nauki pozostającej „na skrzyżowaniu innych nauk”. W ten sposób staje się ona metateorią dla szczegółowych dyscyplin pedagogicznych jako formuła teoretyczno-metodologiczna.

## Pedagogika społeczna w dobie „rewolucji informatycznej”

### Epoka więzi lokalnych (społeczeństwa tradycyjne i społeczeństwo przemysłowe)

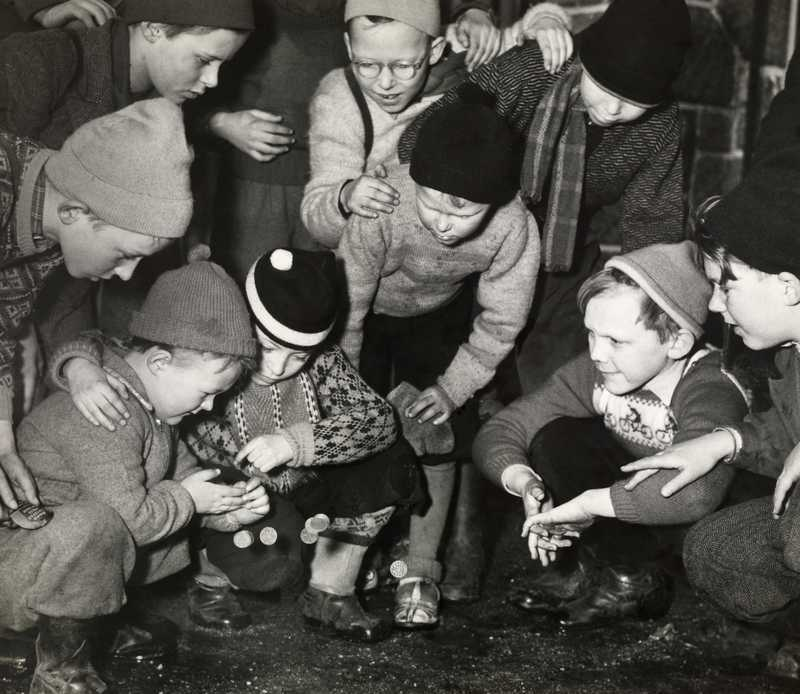
Tradycyjna społeczność podwórkowa

Prace H. Radlińskiej, R. Wroczyńskiego, A. Kamińskiego i innych pozwoliły wskazać cztery idee – zasady działań pedagogów społecznych:
- podmiotowości – zmienne struktury społeczne tworzą ludzie, „siły ludzkie”[39][40] (zob. podmiotowość społeczna, podmiotowość polityczna, podmiotowość sprawcza)
- sprawiedliwości społecznej – wszyscy ludzie powinni mieć jednakowe warunki rozwoju, co można osiągnąć, gdy ład społeczny jest oparty na demokracji
- pomocniczości – rozwój wszystkich ludzi i grup społecznych potrzebujących pomocy powinien być wspierany przez społeczeństwo
- edukacji społecznej – wychowanie jest ważnym elementem życia społeczno-kulturowego

Zasady te skompletowano w okresie, gdy najważniejszy wychowawczy wpływ na dziecko miała rodzina, sąsiedzi, nauczyciele i koledzy ze szkoły (zob. rodzina a rozwój inteligencji i osobowości dziecka), a na człowieka dorosłego – grono współpracowników, członkowie związków wyznaniowych i innych dobrowolnych (zob. wolna wola) stowarzyszeń i organizacji. W takich warunkach pedagog społeczny może udzielać skutecznej pomocy, gdy dostrzega objawy nieprzystosowania człowieka do istniejących struktur (np. resocjalizacja, finansowe wsparcie ubogich) lub wspierać inicjatywy jednostek lub grup ludzi, tworzących struktury nowe.

### Postindustrialne społeczeństwo informacyjne (gospodarka oparta na wiedzy)
Pojęcie „pedagogika społeczna” jest mniej jednoznaczne, gdy za „środowisko wychowawcze” zostaje uznane państwo. Jeszcze więcej wątpliwości pojawia się po uwzględnieniu kolejnego czynnika – powstawania globalnego społeczeństwa informacyjnego z gospodarką opartą na wiedzy. Przewidywane jest osiągnięcie sytuacji, w której ludzkość będzie wielopaństwową, ponadnarodową, wielokulturową społecznością ludzi posiadających jednakowe prawa (zob. np. Kanadyjska Karta Praw i Swobód) i nieustannie doskonalących swoją wiedzę, stosownie do sytuacji, w której się znajdą (kierunki zmian społeczeństwa poprzemysłowego prawdopodobnie nie będą przewidywalne). Członek postindustrialnej zbiorowości powinien kształcić się ustawicznie, zachowując świadomość swoich praw i swojej roli w globalnej społeczności, kierując się własnym systemem wartości i nie naruszając godności innych (etyka rozwoju).
Próby budowy zrównoważonego, bezpiecznego społeczeństwa globalnego rozpoczęto po tragicznych doświadczeniach II wojny światowej, tworząc Organizację Narodów Zjednoczonych, w tym m.in. Radę Gospodarczą i Społeczną (ang. The Economic and Social Council, ECOSOC) oraz Organizację Narodów Zjednoczonych do spraw Oświaty, Nauki i Kultury (ang. United Nations Educational, Scientific and Cultural Organization, UNESCO). Za skuteczny sposób przeciwdziałania narastaniu prowadzących do wojen napięć między państwami, narodami, grupami etnicznymi i społecznymi, uznano zmniejszenie zróżnicowania dostępu do wiedzy. W obszarze działania UNESCO i innych organizacji międzynarodowych znalazły się problemy edukacji członków wszystkich ludzkich zbiorowości (bez względu na miejsce zamieszkania, narodowość, płeć, wiek, wyznanie itp.). Są prowadzone analizy poziomu oświaty w różnych zbiorowościach i opracowywane długofalowe programy wspomagania grup wymagających pomocy, w tym wspomaganie edukacji dziewcząt i kobiet (zwłaszcza w krajach Afryki) lub dorosłych (zdolnych do pracy w społeczeństwie poprzemysłowym, a wykluczanych z rynku pracy ze względu na wiek). Prognozy, programy i raporty z ich realizacji są publikowane (np. Learning to be; The world of education today and tomorrow, 1972, From anticipation to action. A handbook of stratégie prospective, 1994, Learning for All Investing in People’s Knowledge and Skills to Promote Development, 2011, UNESCO Education Strategy 2014–2021, Rethinking Education. Towards a global common good?, 2015). Starania o zapewnienie rozwoju globalnej społeczności współczesnej w kierunku zgodnym z wizjami ekspertów UNESCO są podejmowane przez pedagogów zatrudnionych w przedszkolach, szkołach i placówkach oświaty pozaszkolnej i in. W Polsce problemami edukacji międzykulturowej zajmuje się m.in. Jerzy Nikitorowicz (UwB), autor wielu publikacji na ten temat, m.in. Tożsamość wobec dylematów generowania dziedzictwa kulturowego, Polskie szkolnictwo wyższe w raporcie Lisbon Council „Obywatele i społeczeństwo w dobie ery wiedzy”, Socjalizacja i wychowanie w zróżnicowanych wyznaniowo i etnicznie rodzinach Białostocczyzny, Młodzież pogranicza kulturowego Polski, Białorusi, Ukrainy wobec integracji europejskiej. W Wyższej Szkole Filozoficzno-Pedagogicznej „Ignatianum” w Krakowie badania dotyczące wychowania dla pokoju z użyciem metody Montessori prowadzi Barbara Surma, której pracy pochodzi cytat:

Wychowanie prowadzące do pokoju, lub inaczej do kultury dialogu, w koncepcji pedagogicznej Marii Montessori opiera się na kształtowaniu osobowości dziecka zgodnie z zasadami wolności, pokoju i miłości w tak zwanym przygotowanym otoczeniu. Tak rozumiane wychowanie sprzyja rozwojowi wartości ludzkich: inteligencji, kultury, wrażliwości, miłości, instynktu społecznego, współpracy, współzależności. Ponadto wychowanie jej zdaniem powinno ukierunkować człowieka na jego wielkość, kształtować poczucie godności „bez względu na rasę, kulturę, przynależność do warstwy społecznej, przekonania”

Realizację wielkich programów o zasięgu globalnym umożliwił szybki rozwój technologii informacyjnej, pozwalający na upowszechnianie wiedzy, np. z wykorzystaniem Internetu, i łatwą komunikację społeczną. Na granicy między naukami społecznymi i informatyką powstał nowy interyscyplinarny obszar nauki – informatyka społeczna.
W postprzemysłowej przestrzeni społecznej – społeczeństwie informacyjnym z gospodarką opartą na wiedzy – otwierane są bogate zasoby edukacyjne (zob. Kapsztadzka Deklaracja Otwartej Edukacji, polska Koalicja Otwartej Edukacji, Projekt Gutenberg, Projekt ben Jehuda) i pojawiło się wiele inicjatyw sprzyjających upowszechnianiu wiedzy (np. TED (konferencja)). Na różnych stopniach szkolnictwa i w procesie samokształcenia (np. kursy dorosłych poszukujących nowych miejsc pracy) coraz powszechniej są stosowane nowe metody kształcenia na odległość (E-learning, D-learning, M-learning, Blended learning). Edukacja w tych warunkach znalazła się w obszarze zainteresowań licznych pedagogów, socjologów, psychologów i in. Badania obejmują nie tylko proces przyswajania wiedzy przez uczniów – nie mniej intensywnie jest badany wpływ zmienionych struktur i sposobów komunikacji społecznej na społeczne więzi. Obserwowane jest np. rozluźnianie się więzi w grupach tradycyjnych (np. rozpadanie się rodzin wielopokoleniowych na nuklearne) i powstawanie społeczności internetowych) (np. społeczność Wikipedii, Myspace, YouTube i wiele innych). W warunkach „globalnej wioski” rozwój osobowości człowieka (budowanie systemu wartości, osiąganie dorosłości) duży wpływ mają np. środki masowego przekazu, poradniki internetowe (często niefachowe) lub przypadkowi „znajomi” z portali społecznościowych, którzy stają się często bliżsi od znajomych w świecie rzeczywistym (zob. np. miłość internetowa). Brak dojrzałości członków społeczeństwa informacyjnego jest przyczyną występowania poważnych zagrożeń (np. kontakty z cyberprzemocą lub społecznościami hakerów, problemy związane z syndromem grupowego myślenia). Łatwo dostępne i popularne wśród coraz młodszych dzieci są gry komputerowe. Niektóre z nich wywierają wpływ pozytywny, np. utrwalają wiedzę, kształtują pamięć i uwagę, uczą strategicznego myślenia, podejmowania decyzji, wspomagają naukę języków obcych. Specjaliści w dziedzinie psychologii rozwojowej są świadomi, że dzieci w wieku przedszkolnym muszą uczyć się żyć w społeczeństwie informacyjnym, jednak ostrzegają przed utratą zdolności do nawiązywania i utrzymywania realnych więzi międzyludzkich. Szczególnie niekorzystny wpływ mają gry, zawierające elementy agresji i przemocy, które mogą tłumić współczucie, wywoływać stany lękowe, relatywizować wartość życia, skłaniać do dzielenia świata rzeczywistego na „swoich” i „obcych” itp.